# Daniel Mahrer
Daniel Mahrer, né le 6 janvier 1962 à Coire, est un ancien skieur alpin suisse, originaire de Parpan, qui a mis un terme à sa carrière sportive à la fin de la saison 1996.

## Palmarès

### Jeux olympiques d'hiver
| Épreuve / Édition | Calgary 1988 | Albertville 1992 | Lillehammer 1994 |
| Descente          | 12e          | 13e              | 14e              |

### Championnats du monde
| Épreuve / Édition | Crans Montana 1987 | Vail 1989 | Saalbach 1991 | Morioka 1993 | Sierra Nevada 1996 |
| Descente          | 6e                 | 4e        | Bronze        | 19e          | 19e                |

## Coupe du monde
- Meilleur résultat au classement général : 8e en 1992 et 1993
  - 8 victoires : 7 descentes et 1 super-G

### Différents classements en Coupe du monde
| Année/Classement | Année/Classement | Général | Général | Descente | Descente | Géant  | Géant  | Super-G | Super-G | Combiné | Combiné |
| ---------------- | ---------------- | ------- | ------- | -------- | -------- | ------ | ------ | ------- | ------- | ------- | ------- |
| Année/Classement | Année/Classement | Class.  | Points  | Class.   | Points   | Class. | Points | Class.  | Points  | Class.  | Points  |
| 1984             | 1984             | 87e     | 7       | -        | -        | -      | -      | -       | -       | 27e     | 7       |
| 1985             | 1985             | 10e     | 101     | 8e       | 59       | 20e    | 25     | -       | -       | 14e     | 17      |
| 1986             | 1986             | 29e     | 68      | 13e      | 42       | -      | -      | 26e     | 5       | -       | -       |
| 1987             | 1987             | 18e     | 66      | 7e       | 68       | -      | -      | 26e     | 8       | -       | -       |
| 1988             | 1988             | 15e     | 68      | 6e       | 64       | -      | -      | 27e     | 4       | -       | -       |
| 1989             | 1989             | 9e      | 104     | 3e       | 102      | -      | -      | 24e     | 2       | 14e     | 10      |
| 1990             | 1990             | 12e     | 105     | 4e       | 88       | -      | -      | 24e     | 9       | 11e     | 8       |
| 1991             | 1991             | 11e     | 93      | 3e       | 81       | -      | -      | 13e     | 12      | -       | -       |
| 1992             | 1992             | 8e      | 646     | 2e       | 537      | -      | -      | 17e     | 109     | -       | -       |
| 1993             | 1993             | 8e      | 556     | 5e       | 343      | -      | -      | 6e      | 213     | -       | -       |
| 1994             | 1994             | 18e     | 443     | 9e       | 302      | -      | -      | 10e     | 141     | -       | -       |
| 1995             | 1995             | 39e     | 195     | 22e      | 95       | -      | -      | 12e     | 100     | -       | -       |
| 1996             | 1996             | 39e     | 194     | 11e      | 186      | -      | -      | 51e     | 8       | -       | -       |

### Détail des victoires
| Édition / Épreuve | Descente                   | Super-G | Total |
| 1985              | -                          | Furano  | 1     |
| 1988              | Val d'Isère I Leukerbad II | -       | 2     |
| 1989              | Kitzbühel                  | -       | 1     |
| 1991              | Garmisch                   | -       | 1     |
| 1992              | Panorama (en) II Aspen     | -       | 2     |
| 1993              | Garmisch                   | -       | 1     |
| Total             | 7                          | 1       | 8     |

## Arlberg-Kandahar
- Meilleur résultat : 6e place dans la descente 1992 à Garmisch